# Exokrin körtel

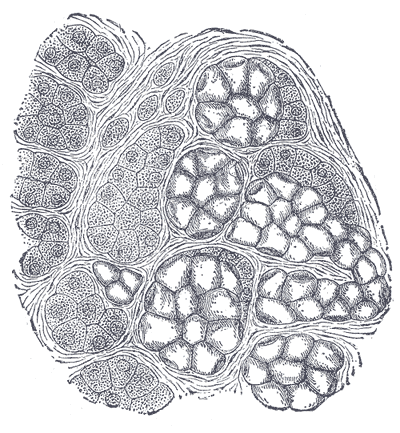
Illustration av ett vävnadssnitt föreställande slemproducerande körtlar i lungan.

En exokrin körtel är en körtel som utsöndrar sitt sekret via kanaler till kroppens externa miljö. Detta är i kontrast med endokrina körtlar, som insöndrar direkt i blodomloppet. Svettkörtlarna, salivkörtlarna, tårkörtlarna och bröstkörtlarna är exempel på exokrina körtlar. De spelar en central roll för homeostasen (termoreglering, osmoreglering och reglering av blodsockernivåerna).
Mag- och tarmkanalens körtlar räknas även till de exokrina körtlarna, eftersom tarmen kan förstås som en inveckning av huden, och alltså en del av den yttre miljön. Den viktigaste här är bukspottskörteln som utsöndrar bland annat proteaser för nedbrytning av föda. Notera alltså att bukspottskörteln har både en exokrin och en endokrin funktion.